# 저자도
| Daedongyeojido (Gyujanggak) 01-08.jpg | Daedongyeojido (Gyujanggak) 01-07.jpg |
|                                       |                                       |

저자도(楮子島)는 서울특별시 옥수동과 압구정동 사이에 있던 한강의 섬으로, 동호대교와 성수대교 사이 옥수역 근처에 있었으며, 중랑천의 퇴적물이 한강과 만나면서 생긴 삼각주이다.
현대건설에서 압구정동 공유수면을 매립하는데 이 섬의 흙을 채취하여 써서 한때 수몰되었다.
한강이 범람할 때마다 수몰되던 압구정동 일대는 저자도의 흙을 활용해 매립된 이후로는 잘 잠기지 않게 되었다.  2010년대에는 자리에 퇴적 현상으로 인해 흙이 조금씩 쌓였다.
2013년에는 성동구청에서 이 장소에 저자도가 있었음을 알리는 안내판을 설치하였다.
2023년 중랑천의 계속된 퇴적으로 흙이 쌓이며 다시 복원되었다. 사람이 없앤 섬이 50년만에 자연이 복원시켰다. 그러자 민물 가마우지, 큰고니, 갈매기, 왜가리, 원앙 등 새들이 이곳을 찾고 있다.

## 갤러리

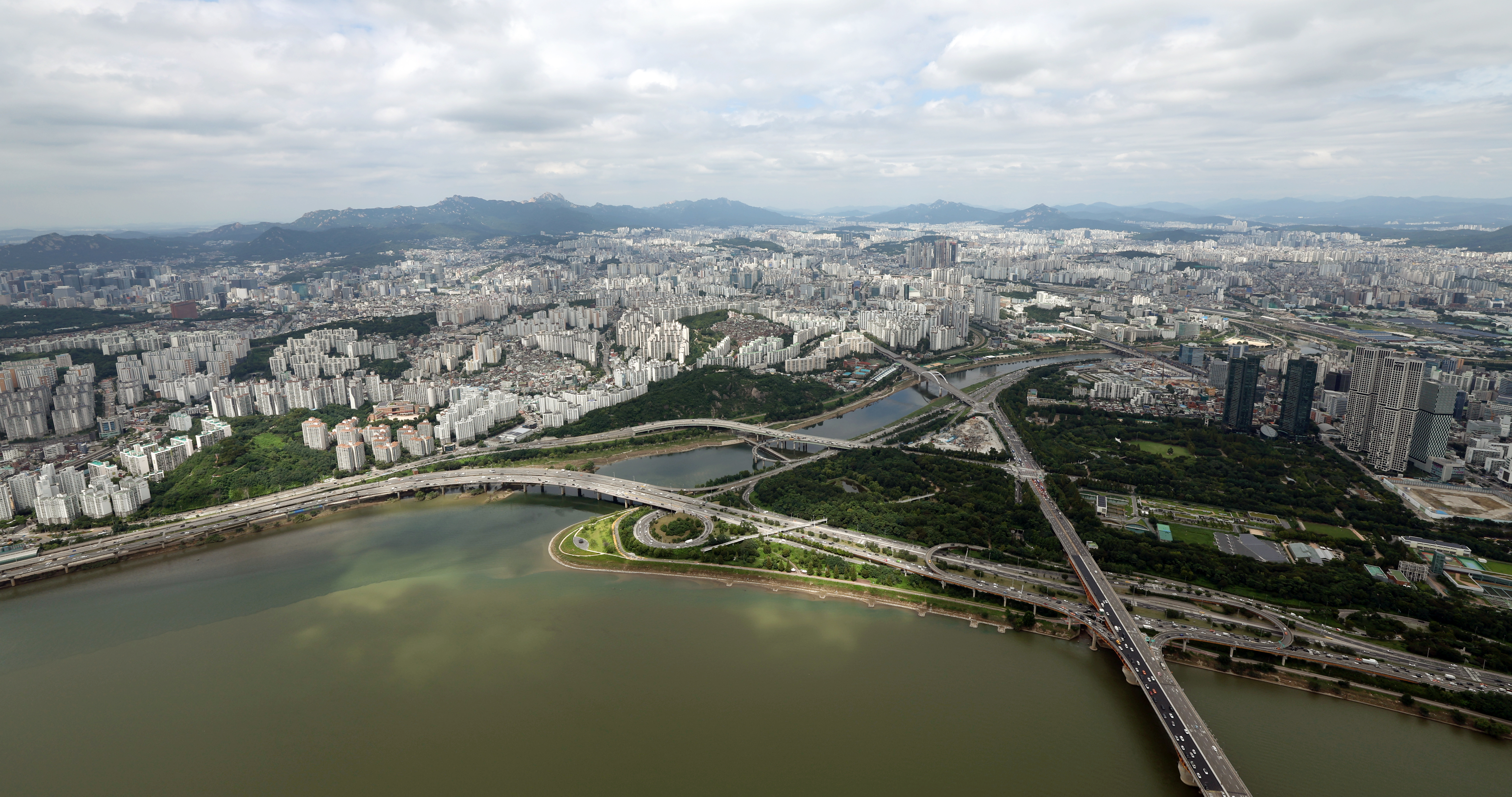
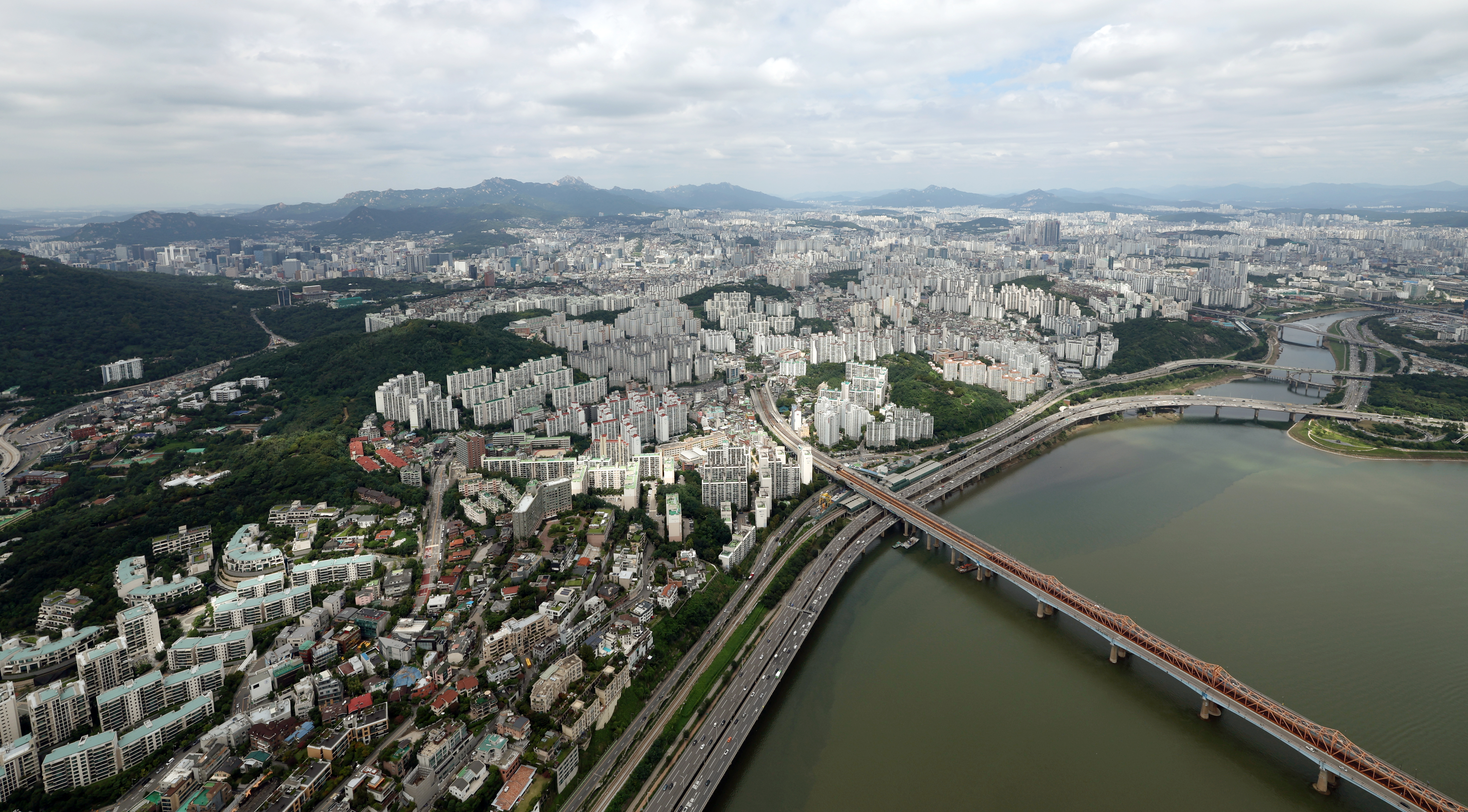